# Хамъз Яшари
Хамъз Яшари (на албански: Hamëz Jashari) е косовски албанец и боец, брат на Адем Яшари. Един от командирите на АОК. Заедно с неговия брат са воювали в Косовската война през 1998 г.
На 30 декември 1991 г., когато с неговия брат са се намирали в дома им в Преказ, сръбската полиция ги загражда в опит да ги арестува. Двамата братя успяват да избягат невредими.
По-късно Хамъз и Адем започват атаки срещу сръбската полиция, дискриминираща албанското население в Косово.
В крайна сметка Преказ е атакуван от югославски танкове, артилерия и милиции. Адем и Хамез Яшари и около 60 члена на семейството им са убити, единствената оцеляла е 11-годишната дъщеря на Хамез Яшари, Бесарта.
През 2010 г. е награден посмъртно с орден „Герой на Косово“ от президента на Косово, Якуб Красничи.